# Autoritratto con berretto rosso
L'Autoritratto con berretto rosso è un dipinto a olio su carta (21x15,5 cm) attribuito a Parmigianino, databile al 1540 circa e conservato nella Galleria nazionale di Parma. 

## Storia e descrizione
L'opera venne presentata nel 1968 nell'ambito della mostra Tesori nascosti della Galleria di Parma quando venne rinvenuto sul retro lo studio di una Santa Caterina e di una Madonna col Bambino. La Ghidiglia Quintavalle ipotizzò che si trattasse di un autoritratto del Parmigianino risalente agli ultimi anni della sua maturità, identificandolo con una delle opere descritte nell'inventario del cavalier Baiardo: "un quadretto colorito finito di lapis nel qual è ritratto il Parmesanino di sua mano alto 0,5 largo 4". In realtà tale associazione è tutt'altro che scontata, anche perché l'opera della galleria di Parma non ha le finiture a mina di grafite, cioè "di lapis". L'opera veniva messa anche in relazione alla descrizione data da Vasari dell'artista negli ultimi anni di vita, quando «[da] delicato e gentile, fatto con la barba e le chiome lunghe e malconce, quasi un uomo salvatico, un altro da quello che era stato».
L'attribuzione dell'opera ricevette consensi quasi unanimi (Fagiolo dell'Arco, 1970, Rossi, 1980, Freedberg, 1987, Di Giampaolo, 1991, Gould, 1994, Coliva, 1998, Chiusa, 2001), con l'eccezione di Cirillo-Godi (1982) che vi ravvisarono la mano di Michelangelo Anselmi.
Il personaggio, con un vistoso cappello rosso, un po' sdrucito, è raffigurato con una posizione diagonale delle spalle: il volto, dai capelli incolti, la barba grigia, la bocca piegata, gli occhi infossati in uno sguardo malinconico e assente, si rifà all'immagine dell'artista rimandata da Vasari.
Di recente è stata avanzata con più forza l'attribuzione all'Anselmi, in base a contributi stilistici, mentre la santa retrostante potrebbe essere lo studio per i Santi Girolamo e Caterina nella Pinacoteca di Brera.